# Rachel Beckwith
Rachel Beckwith (* 12. Juni 2002 in den Vereinigten Staaten; † 23. Juli 2011 in Seattle) war ein Mädchen aus Issaquah im US-Bundesstaat Washington, das durch seine Spendenbereitschaft für Hilfsbedürftige bekannt wurde.

## Leben
Mit fünf Jahren ließ sich Rachel Beckwith gegen den Willen der Eltern ihre langen Haare komplett abschneiden, um sie für „Locks of Love“ zu spenden, eine Organisation, die Perücken für Kinder macht, die, etwa durch eine Chemotherapie, ihre Haare verloren haben.
Im Jahr 2011 verzichtete sie auf Geburtstagsgeschenke und bat die Gäste in ihrer Geburtstagseinladung, stattdessen neun Dollar für den Brunnenausbau in Afrika zu spenden. 300 Dollar wollte sie auf diese Weise für die Wohltätigkeitsorganisation Charity: Water eintreiben, die die Versorgung der Bevölkerung in Entwicklungsländern mit sauberem Trinkwasser anstrebt und die sie in ihrer evangelischen Kirchengemeinde in Issaquah, einer Kleinstadt in der Nähe von Seattle, kennengelernt hatte. Dieses Ziel verfehlte sie, doch immerhin kamen an ihrem 9. Geburtstag 220 Dollar zusammen.
Am 20. Juli 2011 wurde bei einer Massenkarambolage auf der Interstate 90 in Bellevue allein Rachel schwer verletzt und mit einem Schädel-Hirn-Trauma und einem Rückenmarktrauma ins Harborview Medical Center in Seattle eingeliefert. Ihre Schwester und ihre Mutter, die mit im Auto saßen, kamen mit leichten Verletzungen davon. In den Tagen, in denen die Ärzte um Rachels Leben kämpften, spendeten Nachbarn und Schulfreunde in Rachels Namen für ihr Hilfsprojekt. Rachels Geschichte verbreitete sich rund um Seattle. Nach kurzer Zeit waren 42.000 Dollar in ihrem Namen gespendet worden.
Nachdem keine Hoffnung mehr auf ein Ende der Bewusstlosigkeit bestand, stimmten Rachels Eltern dem Abstellen der lebenserhaltenden Geräte zu. Am 23. Juli starb sie. Ihre Organe wurden gespendet. Rachels Hilfsaktion war damit aber noch nicht zu Ende. Bis zum Abschluss der Spendenkampagne am 1. Oktober 2011 hatten 31.980 Menschen insgesamt 1.271.713 Dollar gespendet. Für 5000 Dollar kann laut „charity: water“ in Afrika ein Brunnen gebaut werden.